# اس‌ام‌اس ویسبادن

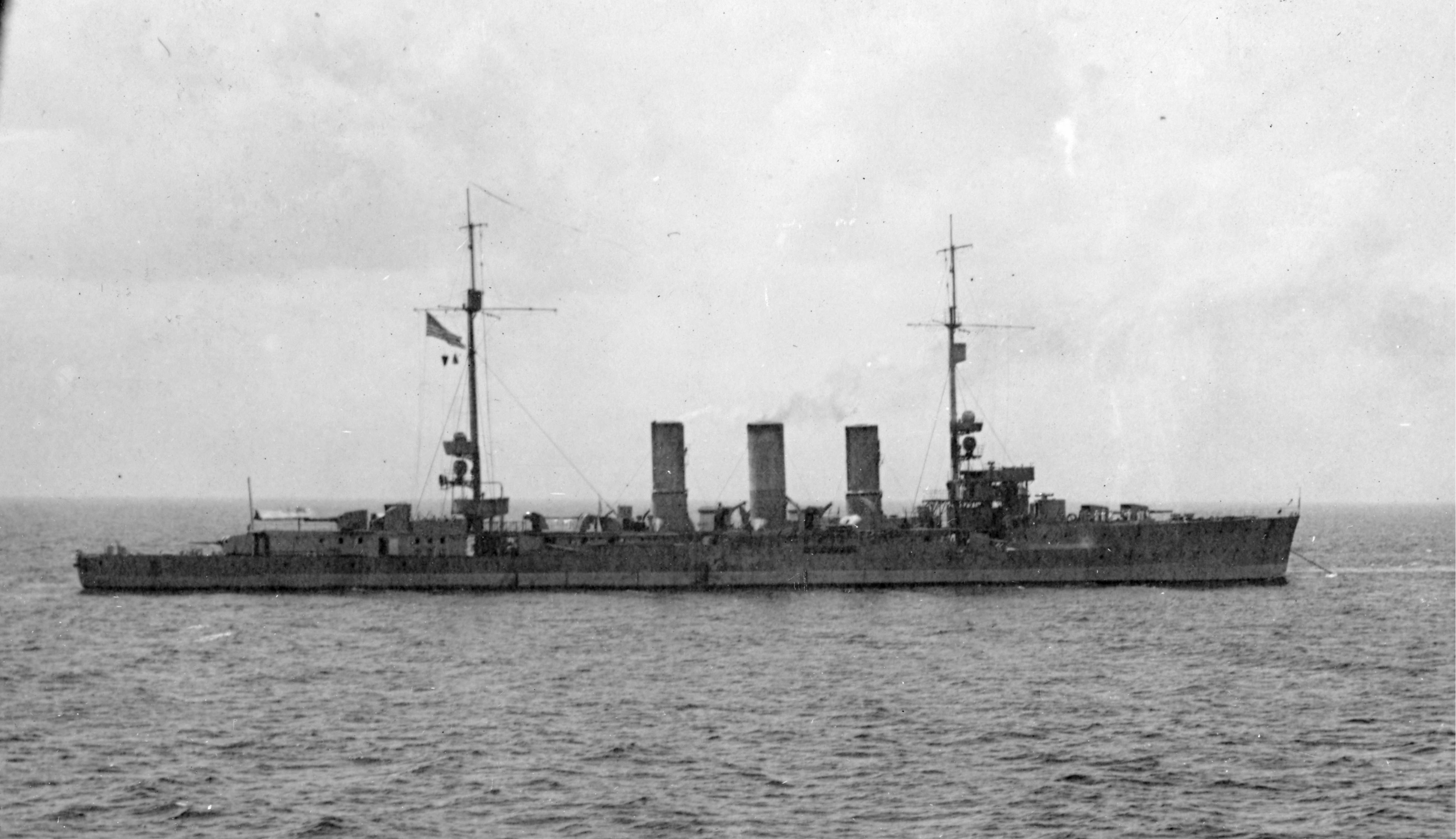
اس ام اس فرانکفورت پس از جنگ جهانی اول به ایالات متحده آمریکا واگذار شد و قبل از استفاده به عنوان هدف در اینجا تحت پرچم ایالات متحده دیده می شود.

اس‌ام‌اس ویسبادن (به انگلیسی: SMS Wiesbaden) یک کشتی بود که طول آن ۱۴۵٫۳ متر (۴۷۷ فوت) بود. این کشتی در سال ۱۹۱۵ ساخته شد.